# Squirrel Flower
Squirrel Flower es el nombre artístico de la compositora estadounidense Ella O'Connor Williams.

## Primeros años
Williams creció en Arlington, Massachusetts. Cuando Williams era niña, se puso el sobrenombre de Squirrel Flower.Después de involucrarse en la escena del DIY en Boston cuando era adolescente, Williams se mudó a Iowa para asistir a Grinnell College en 2014. Allí escribió su primer EP como Squirrel Flower y comenzó a organizar pequeñas giras. Este primer EP, titulado Early Winter Songs From Middle America, fue autoeditado en 2015. En 2016, Williams lanzó su segundo EP titulado Contact Sports en un sello de cintas DIY con sede en St. Louis llamado It Takes Time. El álbum debut de Williams, I Was Born Swimming, fue lanzado en 2020 a través de Polyvinyl Records.  El álbum fue producido por Gabe Wax.  Este esperado debut en el sello obtuvo elogios abrumadores de artistas como Gorilla vs. Bear,  NPR Music,  y Paste,  y fue nombrada Artista de Rolling Stone que necesitas conocer,  Artista de Stereogum to Watch,  The FADER 's Gen F,  y The Guardian 's One to Watch.  En mayo de 2020, Squirrel Flower lanzó el sencillo "Take It Or Leave It", respaldado con su versión de " So Hot You're Hurting My Feelings " de Caroline Polachek . 

## Discografía
Álbumes de estudio
- Deportes de contacto (Edición Deluxe) (2018, 2000 Cerdos)
- Nací nadando (2020, polivinilo)
- Planeta (i) (2021, Polivinilo)
- El fuego del mañana (2023, polivinilo)

EP
- Canciones de principios de invierno de América Central (2015, autoeditado)
- Contact Sports (2016, It Takes Time. Reeditado en vinilo en 2018 por 2000 Pigs)
- Planeta (2022, pasatiempo a tiempo completo)

Singles
- "Arcilla del Medio Oeste" (2016)
- "No es tu presa" (2016)
- "Hombro rojo" (2019)
- "Faros" (2019)
- "Blues de la luz de la calle" (2020)
- "Tómalo o déjalo / Tan caliente que estás lastimando mis sentimientos " (2020)
- " Explícamelo / Chicago" (2020)
- "Lastimar una mosca" (2021)
- "Iré a correr" (2021)
- "Llamas y neumáticos pinchados" (2021)